# Parlamentní volby v Nizozemsku 2017
| Výsledky voleb                         | Výsledky voleb                         | Výsledky voleb | Výsledky voleb | Výsledky voleb |
| -------------------------------------- | -------------------------------------- | -------------- | -------------- | -------------- |
| strana                                 |                                        |                |                | procento hlasů |
| Lidová strana pro svobodu a demokracii | Lidová strana pro svobodu a demokracii |                | 21,3 %         | 21,3 %         |
| Strana pro svobodu                     | Strana pro svobodu                     |                | 13,1 %         | 13,1 %         |
| Křesťanskodemokratická výzva           | Křesťanskodemokratická výzva           |                | 12,4 %         | 12,4 %         |
| Demokraté 66                           | Demokraté 66                           |                | 12,2 %         | 12,2 %         |
| GroenLinks                             | GroenLinks                             |                | 9,1 %          | 9,1 %          |
| Socialistická strana                   | Socialistická strana                   |                | 9,1 %          | 9,1 %          |
| Strana práce                           | Strana práce                           |                | 5,7 %          | 5,7 %          |
| Křesťanská unie                        | Křesťanská unie                        |                | 3,4 %          | 3,4 %          |
| Strana za zvířata                      | Strana za zvířata                      |                | 3,2 %          | 3,2 %          |
| 50PLUS                                 | 50PLUS                                 |                | 3,1 %          | 3,1 %          |
| Státní reformní strana                 | Státní reformní strana                 |                | 2,1 %          | 2,1 %          |
| DENK                                   | DENK                                   |                | 2,1 %          | 2,1 %          |
| Fórum pro demokracii                   | Fórum pro demokracii                   |                | 1,8 %          | 1,8 %          |

Parlamentní volby v Nizozemsku v roce 2017 se konaly 15. března 2017, přibližně tři a půl roku po volbách v roce 2012. Volilo 150 členů nizozemského parlamentu.

## Situace před volbami
Po volbách v roce 2012 vládla koaliční vláda Marka Rutteho složená z dvou nejúspěšnějších stran: Lidové strany pro svobodu a demokracii (VVD, 26,58 % a 41 mandátů) a Strany práce (PvdA, 24,48 % a 38 mandátů). Čtyři další strany získaly v oněch volbách 8–10%: Strana pro svobodu (10,08 % a 15 mandátů), Socialistická strana (9,65 % a 15 mandátů), kdysi počátkem tisíciletí nejvýznamnější Křesťanskodemokratická výzva (8,51 % a 13 mandátů) a Demokraté 66 (8,03 % a 12 mandátů).
Do sněmovny se v roce 2012 ještě dostaly Křesťanská unie (Nizozemsko) (3,13 % a 5 mandátů), Zelená levice (2,3 % a 4 mandáty), Státní reformní strana (2,1% a 3 mandáty), Strana pro zvířata (1,9 % a 2 mandáty) a 50PLUS (1,9 % a 2 mandáty).
Podle průzkumů před volbami konaných v posledních měsících roku 2016 byla favoritem voleb Strana pro svobodu vedená Geertem Wildersem, jejíž výsledek se očekával od 25 do 35 procent a která má vzhledem k radikálním postojům malý koaliční potenciál. Nejvážnějším konkurentem byla podle průzkumů doposud vládnoucí Lidová strana pro svobodu a demokracii vedená nadále Markem Ruttem, u které se odhady podle průzkumů pohybovaly od 23 do 30 procent. Výsledek od 10 do 18 procent podle průzkumů vycházel u Strany práce, Křesťanskodemokratické výzvy, Socialistické strany, Demokratů 66, Zelené levice a strany 50PLUS.